# Barão de Bagé
Barão de Bagé é um título nobiliárquico criado por D. Pedro I do Brasil por carta de 22 de janeiro de 1823, a favor de Paulo José da Silva Gama.
Faz referência ao povoado de Bagé no Rio Grande do Sul.
Titulares
1. Paulo José da Silva Gama (1779—1826);
2. Paulo José da Silva Gama Filho (?—1869) – filho do anterior.